# 班达奈拉机场
班达奈拉机场机场（印尼语：Bandar Udara Bandanaira/Bandar Udara Banda Neira）是位于印度尼西亚马鲁古省班达群岛的机场，是印度尼西亚最小的机场。班达群岛是著名的浮潜及潜水旅游胜地。
大部分的游客在2月到5月间、9月到12月间前来，因为这时的天气最适合浮潜和潜水。

## 设施
这个机场是非常小的机场，设施很少。当飞机要起飞或降落时，机场拉响警笛警告当地居民清理跑道
跑道可处理的最大飞机是C-121机型。

## 航空公司和目的地
| 航空公司 | 目的地 |
| -------- | ------ |
| 苏西航空 | 安汶   |

## 地面交通
有多种本地交通工具可供选择，租用汽车、摩托车或者叫做“ojek”的出租车。

## 事故
- 在1998到2008年的十年间，班达奈拉机场机场发生了四起事故。由于短小的跑道和附近火山的存在，这是一个起降困难的机场[6]。

- 2006年6月5日，馬巴提努山塔拉航空（英语：Merpati Nusantara Airlines）9971号班机，尝试在班达奈拉机场机场降落时因大雨从跑道滑出，起落架、机翼受损，机身断裂，无人员死亡[7]。

## 资料来源
1. ↑  . Jetrequest.com.   [2013-04-20]. （原始内容存档于2016-03-03）.
2. ↑  . Travel.okezone.com.   [2013-04-20]. （原始内容存档于2013-04-02）.
3. ↑  . News Of Tourism. 2013-03-27  [2013-04-20]. （原始内容存档于2013-03-16）.
4. ↑  . Travel.detik.com. 2012-02-20  [2013-04-20]. （原始内容存档于2016-04-13）.
5. ↑  . Hubud.dephub.go.id.   [2013-04-20]. （原始内容存档于2014-11-29）.
6. ↑  . Andyradin.wordpress.com. 2008-04-11  [2013-04-20]. （原始内容存档于2013-10-22）.
7. ↑  . Aviation-safety.net.   [2013-04-20]. （原始内容存档于2012-11-10）.